# Festungsring Lüttich

Karte des Festungsringes Lüttich, in blau die Situation um 1914, in rot die Situation von 1940

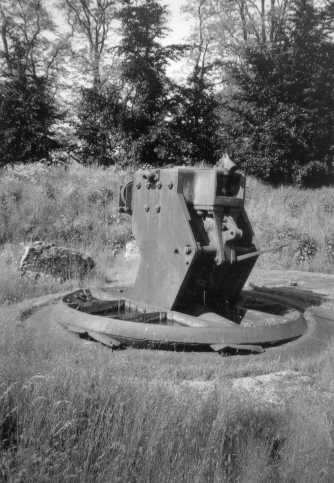
Eine zerstörte Haubitze des Fort Loncin. Das Geschütz wurde mitsamt der Panzerkuppel aus der Verankerung gerissen und liegt seit 1914 auf dem Kopf in seiner ehemaligen Bettung.

In den Jahren 1880 bis 1890 wurden zwölf moderne detachierte Forts um die belgische Stadt Lüttich gebaut – sechs große und sechs kleine. Ihre Errichtung geht auf den belgischen General Henri Alexis Brialmont zurück. Die Forts wurden in einer Entfernung von etwa sieben Kilometer rings um die von der veralteten Zitadelle von Lüttich beherrschten Innenstadt ausgeführt. Sämtliche Forts wurden mit Beton gebaut und mit modernsten Waffen ausgestattet.

## Liste der zwölf Forts vor dem Ersten Weltkrieg
Beginnend im Norden auf dem rechten Ufer der Maas:
- Barchon als großes Fort
- Evegnée als kleines Fort
- Fléron als großes Fort
- Chaudfontaine als kleines Fort
- Embourg als kleines Fort
- Boncelles als großes Fort
- Flémalle als großes Fort
- Hollogne als kleines Fort
- Loncin als großes Fort
- Lantin als kleines Fort
- Liers als kleines Fort
- Pontisse als großes Fort

Aussehen, Bewaffnung und Besatzung siehe Fort Loncin.

## Die Kämpfe im Ersten Weltkrieg
Die Forts galten noch zu Beginn des Ersten Weltkrieges als unüberwindbar; dennoch wurden sie von den deutschen Angreifern innerhalb kurzer Zeit zusammengeschossen. Am 15. August 1914 gegen 17:20 Uhr explodierte Fort Loncin nach einem Volltreffer in die Munitionskammer, in der 12 Tonnen Sprengstoff lagerten; danach wurde es von deutschen Truppen besetzt. Am Abend des 15. August hatten neun Forts kapituliert; am 16. August kapitulierte als letztes das kleine Fort Hollogne südlich vom Fort Loncin.

## Zwischenkriegszeit
In diesen Zeitrahmen fiel der Wiederaufbau der acht nach Süden, Osten und Norden ausgerichteten Forts. Die nach Westen ausgerichteten Werke wurden aus dem aktiven Dienst genommen. An einen Wiederaufbau von Loncin war nicht zu denken. Stattdessen wurden im Osten vier weitere Werke errichtet, diesmal in einem Abstand von 20 Kilometern von der Lütticher Innenstadt:
Beginnend im Norden
- Fort Eben-Emael
- Aubin-Neufchâteau
- Battice
- Tancremont oder Pepinster
- Sougné-Remouchamps (nur projektiert)
- Waides bei Manaihant/Herve (nur projektiert)

Außerdem wurden viele kleinere Bunkeranlagen gestaffelt in mehreren Linien entlang der Grenze gebaut oder projektiert, zum Beispiel die Devèze-Linie. Auch der 1930 bis 1939 gebaute 129,5 km lange Albert-Kanal vom Fort Eben-Emael bis zum Hafen Antwerpen hatte eine defensive Funktion.

## Die Kämpfe im Zweiten Weltkrieg

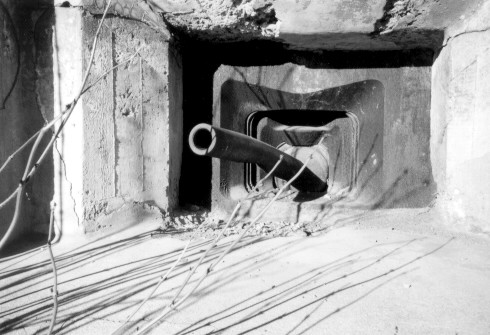
Eine zerstörte Kanone des Forts Eben-Emael. Das Rohr wurde durch die Wucht der Explosion verbogen.

Die belgische Generalität hatte dem Fort Eben-Emael die wichtige Aufgabe der strategischen Sicherung der Nordgrenze des Landes zugedacht; die Wehrmacht hatte größtes Interesse daran, das Fort zu schwächen oder zu erobern.
Der Westfeldzug begann am 10. Mai 1940 um 5:35 Uhr mit Aktionen des Luftlandekorps (Heeresgruppe B) unter seinem Kommandierenden General Kurt Student. Neben Fort Eben-Emael (Teil der Grenzbefestigungen der Belgier am Albert-Kanal) griffen sie vor allem Brücken und Flugplätze in der Tiefe des Raumes an und besetzten sie. Der rasche Zugriff sollte zumindest in Holland ein Eingreifen der Alliierten unterbinden und die Verteidigungskräfte aufsplittern. Die Inbesitznahme der Ziele gelang fast überall, oft aber unter schweren Verlusten. Zahlreiche strategisch wichtige Brücken in Belgien und den Niederlanden konnten durch Kommandoeinsätze kleiner Trupps kurz vor Beginn des Überraschungsangriffs bis zum Eintreffen regulärer deutscher Bodentruppen gesichert werden (→ Brandenburg (Spezialeinheit)).

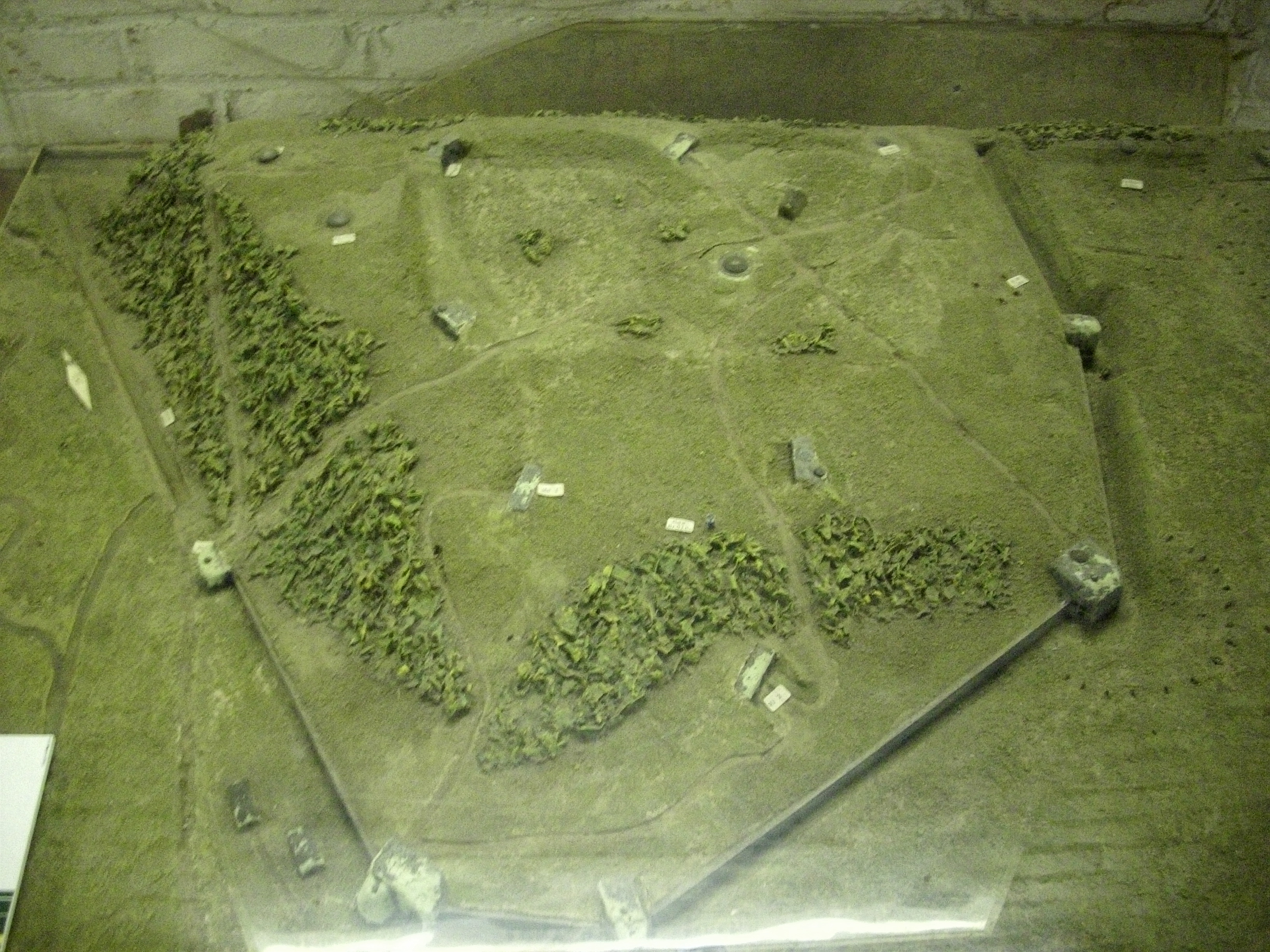
Modell des Forts

Ein Kommandounternehmen (siehe Schlacht von Fort Eben-Emael) von 56 Fallschirmjägern der 7. Flieger-Division (Kampfgruppe Granit (Oberleutnant Witzig)) konnte das sehr große Fort innerhalb von Stunden einnehmen.
Sie landeten mit sieben Lastenseglern der Luftwaffe auf dem unverminten Dach des Forts.
Die Angreifer konnten es sich nach der Eroberung erlauben, den Festungsring Lüttich zu umgehen. Gleichwohl fielen bald weitere Werke in die Hände der Angreifer, so am 22. Mai 1940 – nach fünf Tagen Belagerung – die Forts Battice und Aubin-Neufchâteau.
Während des weiteren Verlaufes des Zweiten Weltkrieges diente Eben-Emael der NS-Propaganda; in einigen der übrigen Forts wurden neuartige Waffen erprobt.

## Die Forts heute
Fort Loncin ist heute Soldatenfriedhof und Gedenkstätte mit angegliedertem Museum.
Die anderen Forts sind teilweise überbaut (z. B. Fléron, Pontisse) und daher nicht mehr sichtbar; andere dienen noch als Lagerplatz für das belgische Militär (teilweise in Eben-Emael). Auch die anderen Forts sind noch Militärbesitz, deshalb stehen dort noch den Zutritt verbietende Schilder, die Zäune wurden aber teilweise entfernt und das Gelände anderweitig genutzt (z. B. Battice). Bei manchen Forts wurden die Stahlteile verschrottet und die Forts sind einfach überwachsen (z. B. Aubin-Neufchâteau).
In Eben-Emael befindet sich ebenfalls ein Museum, das Gelände ist ansonsten landwirtschaftlich genutzt. Die Stahlkuppeln und Geschütze sind teilweise noch vorhanden. Battice beherbergt heute neben Weideland einen Modellflugplatz und einen privaten Schießstand; die Innenanlagen können geführt besichtigt werden.
Dies gilt auch für Tancremont, Barchon, Liers und andere.